# Ораторио-дей-Филиппини
Орато́рио-дей-Филиппи́ни (итал. Oratorio dei Filippini di Roma) — здание для молитвенных собраний общины Св. Филиппа Нери (1515—1595), выходца из Флоренции, основателя конгрегации ораторианцев.
Около 1558 года Филипп начал проводить специальные встречи, получившие название «Оратории». Название возникло от слова «речь» (лат. oratio). Оратории включали совместные молитвы, чтение текстов Священного Писания, трудов Отцов Церкви. Филипп Нери вёл дискуссию, делал замечания и формулировал выводы. Заканчивалось собрание общей молитвой и исполнением духовной музыки: так родились сочинения, которые ныне называют ораториями. В 1564 году Филипп Нери был назначен настоятелем церкви Сан-Джованни-деи-Фиорентини. Конгрегация филиппинцев планировала построить ещё одно помещение для ораторий, а также жилые кварталы, прилегающие к церкви Санта-Мария-ин-Валичелла, или Новой церкви (Chiesa Nuova), расположенной в многолюдном центре Рима по улице Витторио Эммануэле (Corso Vittorio Emanuele II), образующей в этом месте небольшую площадь (Piazza della Chiesa Nuova).
Здание Оратории строили в 1637—1662 годах по проекту Франческо Борромини, выдающегося мастера римского барокко. Он создал фасад, два внутренних двора, трапезную, комнаты отдыха, корпус библиотеки и башню необычайной формы с часами и тремя колоколами на ажурной венчающей конструкции (1647—1649). Но в 1650 году из-за конфликтов с конгрегацией Борромини прекратил работу и его заменил Камилло Артуччи.
Фасад здания Ораторио представляет собой характерную для Борромини композицию типа «застывшей волны», подобно церкви Сан-Карло алле Куатро Фонтане. Кирпичный фасад красного цвета оформлен пилястрами с мраморными капителями коринфского ордера. Он имеет вогнутую форму с раскрепованными карнизами на двух ярусах, фронтон причудливой формы, богатые наличники окон и полуцилиндрический выступ, акцентирующий главный вход. Согласно одной из интерпретаций фасад Oratorio dei FIlippini разработан таким образом, чтобы олицетворять человека с распростёртыми объятиями для всех желающих приблизиться и войти внутрь. 
Внутри здание оформлено полуколоннами и пилястрами. В наше время одна из комнат Оратория известна как Sala Borromini, в ней проводятся встречи и дискуссии. В оратории есть библиотека: Biblioteca Vallicelliana. На лестнице, ведущей в библиотеку, находятся гипсовые реплики рельефных композиций: «Встреча Аттилы и Папы Льва» (работы Алессандро Альгарди, мраморный оригинал в соборе Св. Петра) и «Чудо Святой Агнессы» (Эрколе Феррата и Доменико Гуиди, оригинал предназначался для церкви Сант-Аньезе ин Агоне, не осуществлён).